# Osnabrück

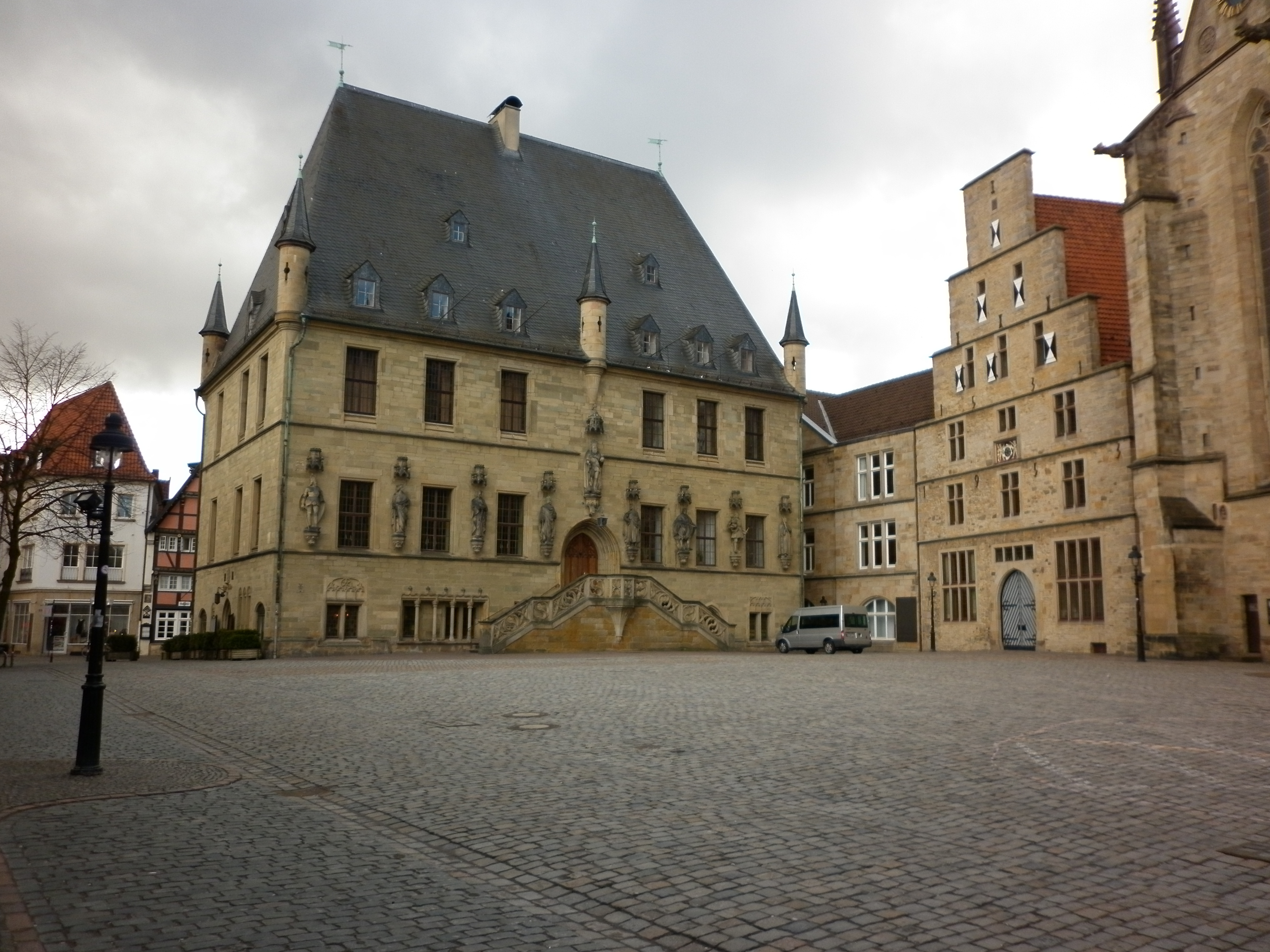
Radnice

Osnabrück je německé město ve spolkové zemi Dolní Sasko. Žije zde přibližně 167 tisíc obyvatel.

## Historie
Osnabrück byl založen Karlem Velikým v roce 780 jako sídlo arcibiskupa. Název Osnabrück vznikl buďto ze spojení slova Ossen (Ochse/vůl) a Brügge (Brücke/most), nebo podle řeky Hase (Asena).
V roce 804 založil Karel Veliký Carolinum, jedno z nejstarších gymnázií. Listina, která to dokládá, je však možná falešná.
Mezi lety 1561 a 1639 probíhalo v Osnabrücku veliké pronásledování čarodějnic. Za starosty Hammachera (1565–1588) bylo kvůli tomu 163 žen popraveno, většinou upálením. Starosta Dr. Pelster (1636–1639) nechal popravit více než 40 žen. Celý proces s čarodějnicemi měl za následek smrt 276 žen a dvou mužů.
V roce 1570 žilo v Osnabrücku asi 7 500 obyvatel. V roce 1575 zasáhl Osnabrück mor, při kterém okolo 75 % obyvatel zemřelo. Počet obyvatel se v následujících letech dále snižoval, a to kvůli epidemiím, požárům, hladomoru a válkám.
Díky industrializaci a také příchodem železnice se počet obyvatel Osnabrücku opět zvýšil. V roce 1780 to bylo přes 6 000 a roku 1823 se počet obyvatel blížil k 11 000. V roce 1900 to již bylo více než 50 000 obyvatel. Do roku 1833 se jedná pouze o odhady, od roku 1833 se již počet obyvatel zaznamenával.
Roku 1632 byla v Osnabrücku založena jezuitská univerzita (reformou z gymnázia Carolinum).
24. října 1648 byl v Osnabrücku a v Münsteru uzavřen vestfálský mír.
V roce 1806 patřil Osnabrück na krátký čas k pruskému království. V roce 1807 přešlo město ke království vestfálskému, v prosinci roku 1810 k francouzskému císařství. Roku 1815 se město stalo částí Hannoveru, roku 1866 přešlo k pruskému království.
V roce 1907 vystavěla židovská obec v Osnabrücku synagogu, která byla však roku 1938 nacisty vypálena. Jako náhrada byla v roce 1967 postavena nová synagoga.
V roce 1914 byla k Osnabrücku připojena obec Schinkel. Roku 1940 byla k Osnabrücku připojena obec Haste. Počet obyvatel přitom překročil 100 000 a Osnabrück se stal velkoměstem.
Během druhé světové války byl Osnabrück cílem 79 náletů. Bylo zničeno mnoho historických budov, poškozeno bylo více než 65 % města. Historická část města byla zničena prakticky celá.
V roce 1970 byla k Osnabrücku připojena obec Sutthausen, roku 1972 to byly obce Atter, Pye, Lüstringen, Gretesch, Darum, Voxtrup, Nahne a Hel.
V roce 1995 byl zaznamenán historicky nejvyšší počet obyvatel, a to 168 618. Na konci února 2006 žilo v Osnabrücku 164 695 lidí.

## Stavby

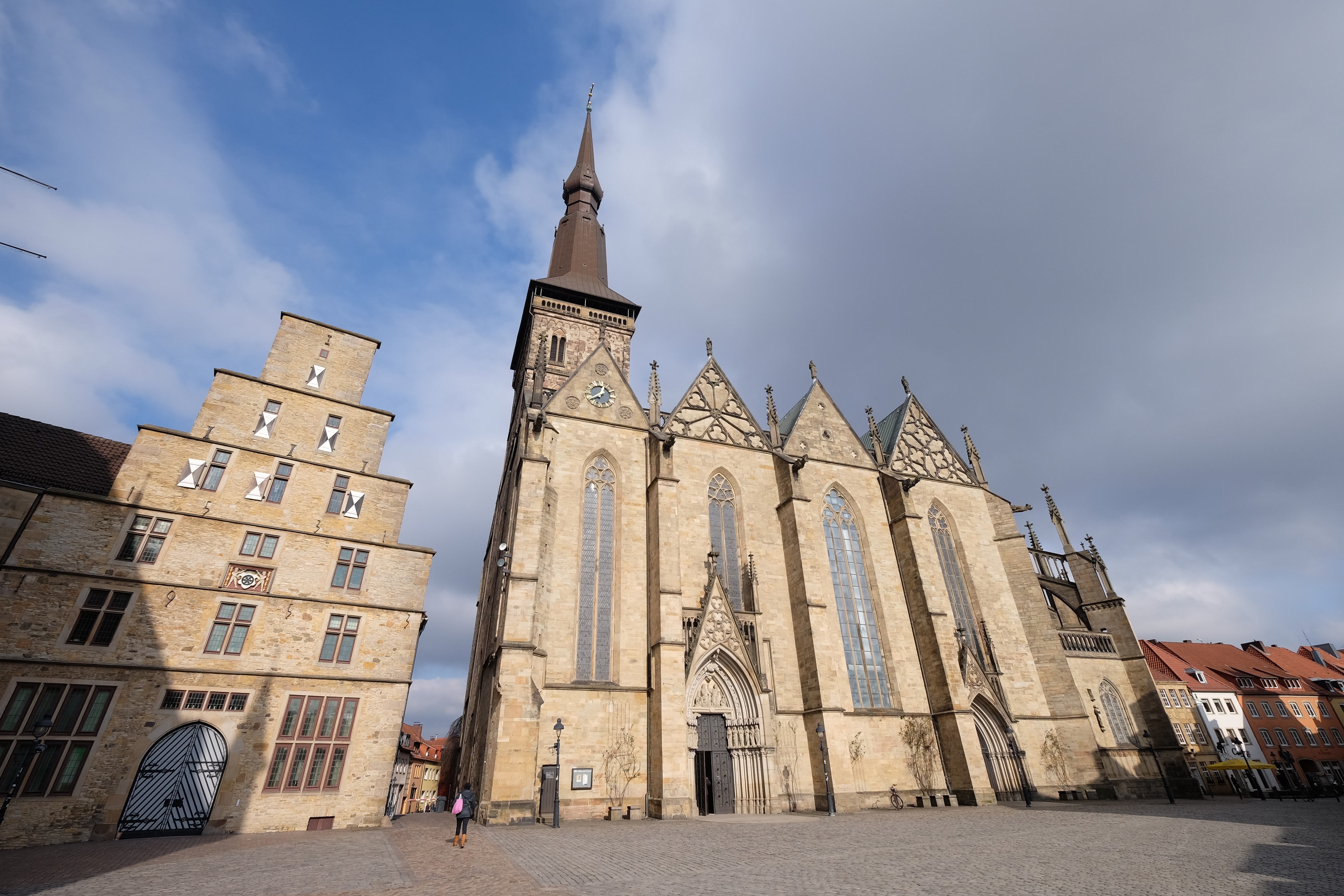
Kostel sv. Marie

Radnice – její stavba trvala 25 let, dokončena byla v roce 1512. Styl stavby je pozdně gotický. V roce 1648 byl na radnici uzavřen vestfálský mír. Je zde k nahlédnutí kopie listiny.
Zámek – pochází z druhé poloviny 17. století, postaven byl v barokním stylu. Za druhé světové války byl zničen, později znovu postaven. Od roku 1953 v něm byla vysoká škola pedagogická, od roku 1974 je zde sídlo univerzity Osnabrück.

## Osobnosti
- Justus Möser (1720–1794), spisovatel, historik
- Bernhard Rudolf Abeken (1780–1866), filolog
- Erich Maria Remarque (1898–1970), spisovatel
- Felix Nussbaum (1904–1944), malíř
- Olaf Scholz (* 1958), 9. spolkový kancléř
- Christian Wulff (* 1959), německý spolkový prezident
- Michael F. Feldkamp (* 1962) historik

## Politika
Město řídila již od 14. století rada, které předsedal starosta.
Od roku 1946 je do čela města volen primátor.
Od roku 2001 sestává rada města z 50 členů. Při komunálních volbách 10. září 2006 byla rada takto rozdělena: CDU 19 křesel, SPD 18, Zelení 6, FDP 5, Osnabrücker Linke 1 a UWG 1 křeslo.
Mezi lety 1991 a 2006 byl starostou Hans-Jürgen Fip, v letech 2006 až 2013 byl primátorem Boris Pistorius (SPD).

## Znak města
Ve znaku města Osnabrück je černé kolo s šesti paprsky. Kolo jako znak můžeme vidět již na pečetích ze 13. století. U kola býval vyobrazován ještě svatý Petr. Původně bylo kolo červené, od roku 1496 je černé.

## Doprava
V Osnabrücku se nachází letiště Osnabrück-Atterheide a asi 35 km od centra mezinárodní letiště Münster-Osnabrück.
Tramvaj byla v Osnabrücku zavedena roku 1906. Po druhé světové válce byl zaveden trolejbus, který byl však roku 1968 zrušen.

## Média
V Osnabrücku vychází deník Neue Osnabrücker Zeitung. Každý týden vychází Osnabrücker Sonntagszeitung a Osnabrücker Nachrichten. Měsíčník je der Insider Osnabrück, die Straßenzeitung Abseits a die Stadtblatt.
Ve městě sídlí regionální studio Norddeutscher Rundfunk, které vytváří programy pro rozhlas i televizi.

## Kultura

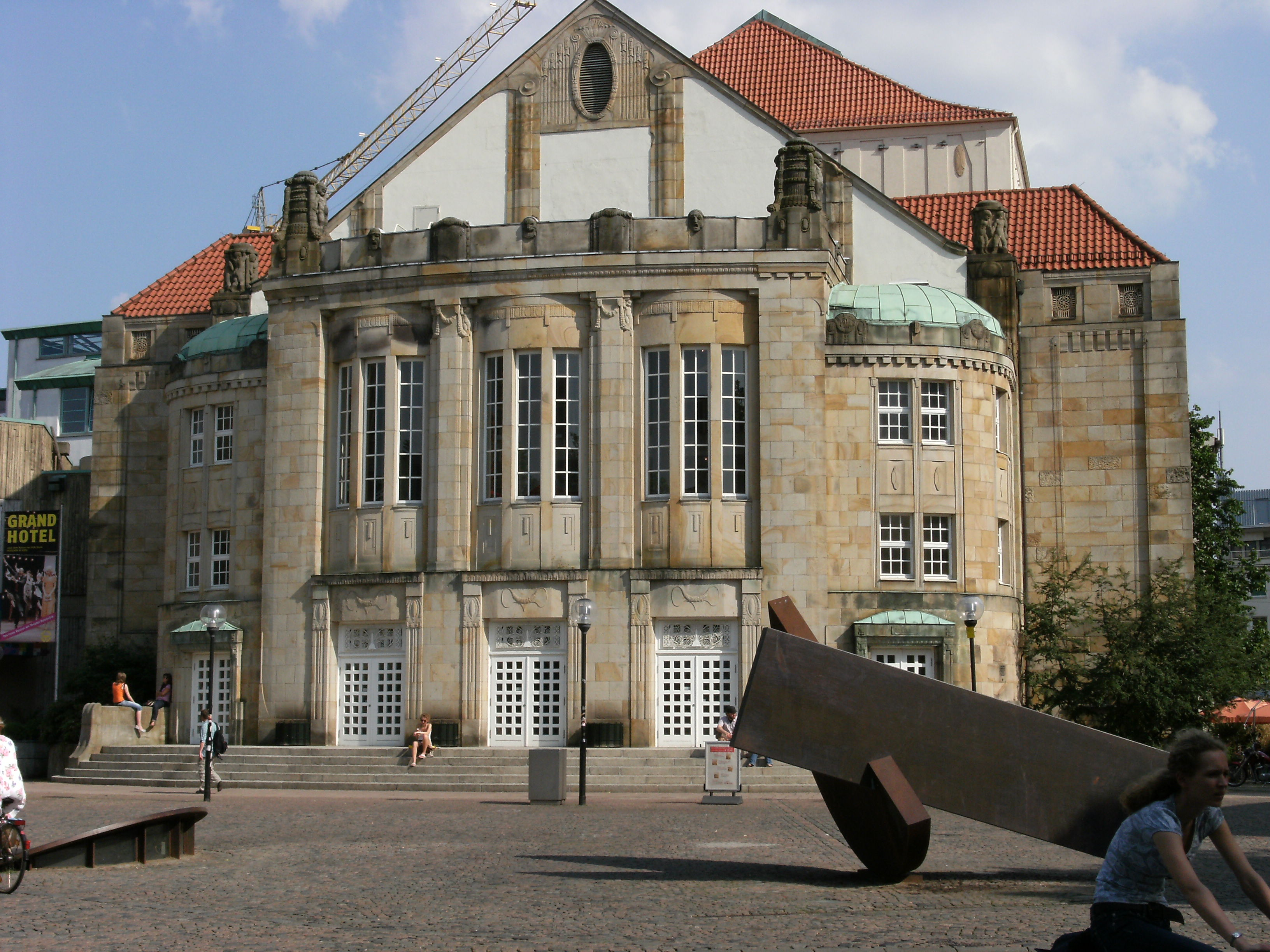
Divadlo v Osnabrücku

Ve městě se nachází několik divadel (např. Theater Osnabrück, amatérská divadla, Figurentheater, Plattdeutsche Spielgemeinschaft Voxtrup), dále jsou zde kina (Filmtheater Hasetor, Cinema Arthouse, CineStar Filmpalast, UFA-Filmpassage) a muzea (Domschatzkammer, Erich-Maria-Remarque-Friedenszentrum, Felix-Nussbaum-Haus, Kulturgeschichtliches Museum, Kunsthalle Dominikanerkirche, Museum am Schölerberg, Museum Industriekultur ).
Z Osnabrücku také pochází black metalová skupina Secrets of the Moon.

### Muzea
- Domschatzkammer im Diözesanmuseum
- Erich-Maria-Remarque-Friedenszentrum
- Felix-Nussbaum-Haus
- Kulturgeschichtliches Museum Osnabrück
- Kunsthalle Osnabrück
- Museum am Schölerberg – příroda, životní prostředí a planetárium
- Museum Industriekultur (Osnabrück) am Piesberg – dějiny techniky
- Museum für feldspurige Industriebahnen Osnabrück-Piesberg e.V.

## Části města
Osnabrück se dělí na 23 městských částí:
| | | |
| - 01 Innenstadt - 02 Weststadt - 03 Westerberg - 04 Eversburg - 05 Hafen - 06 Sonnenhügel - 07 Haste - 08 Dodesheide | - 09 Gartlage - 10 Schinkel - 11 Widukindland - 12 Schinkel-Ost - 13 Fledder - 14 Schölerberg - 15 Kalkhügel - 16 Wüste | - 17 Sutthausen - 18 Hellern - 19 Atter - 20 Pye - 21 Darum/Gretesch/Lüstringen - 22 Voxtrup - 23 Nahne |

## Partnerská města
- Haarlem, Nizozemsko, 1961
- Angers, Francie, 1964
- Gmünd, Rakousko, 1971
- Derby, Velká Británie, 1976
- Greifswald, Německo, 1988
- Tver, Rusko, 1991
- Evansville, USA, 1991
- Kwangmjong, Korea, 1997
- Çanakkale, Turecko, 2004
- Vila Real, Portugalsko, 2005
- Che-fej, Čína, 2006
- Afula, Izrael